# NGC 6264
NGC 6264 (również PGC 59306) – galaktyka spiralna z poprzeczką (SBb), znajdująca się w gwiazdozbiorze Herkulesa. Odkrył ją Albert Marth 28 czerwca 1864 roku. Należy do galaktyk Seyferta typu 2.